# Pseudophaloe troetschi
Pseudophaloe troetschi là một loài bướm đêm thuộc phân họ Arctiinae, họ Erebidae.